# Dienia seidenfadeniana
Dienia seidenfadeniana är en orkidéart som beskrevs av Szlach., Marg. och Piotr Rutkowski. Dienia seidenfadeniana ingår i släktet Dienia och familjen orkidéer. Inga underarter finns listade i Catalogue of Life.